# Niš flygplats Konstantin den store

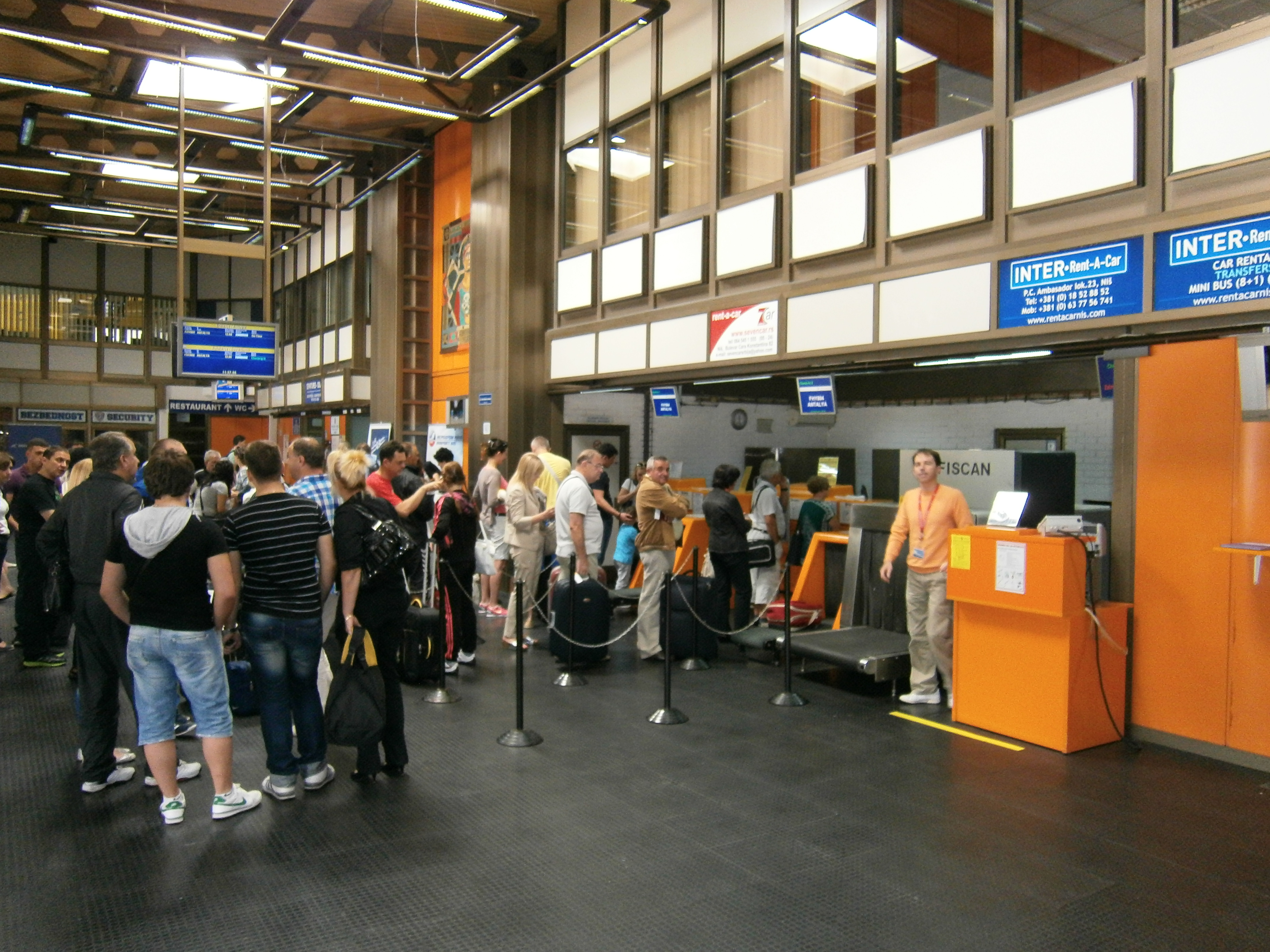
Terminal i Konstantin den stores flygplats

Konstantin den stores flygplats (serbiska: Аеродром Ниш – Константин Велики, Aerodrom Niš – Konstantin Veliki, IATA-kod: INI) är en flygplats i Niš, Serbien. Flygplatsen är Serbiens näst största, efter Belgrad-Nikola Teslas flygplats i Belgrad.

## Flygbolag och destinationer
| Flygbolag      | Destinationer                                     |
| -------------- | ------------------------------------------------- |
| Yamal Airlines | Säsong: Domodedovos internationella flygplats     |
| Wizz Air       | Basel-Mulhouse-Freiburg flygplats, Malmö Airport) |